# Thomas Reichenvater
Thomas Reichenvater (* 8. August 2004) ist ein österreichischer Fußballspieler.

## Karriere
Reichenvater begann seine Karriere beim SV Horn. Zur Saison 2017/18 wechselte er zum USV St. Bernhard/Frauenhofen. Zur Saison 2018/19 kehrte er wieder nach Horn zurück. Im August 2020 spielte er erstmals für die Amateure der Horner in der siebthöchsten Spielklasse. In der Saison 2020/21 kam er bis zum COVID-bedingten Abbruch zu drei Einsätzen in der 1. Klasse. Im Juli 2021 stand er im ÖFB-Cup gegen den SC Schwaz erstmals im Profikader, kam aber noch nicht zum Einsatz. Für die Amateure absolvierte er in der Saison 2021/22 insgesamt 24 Partien, in denen er zwölfmal traf.
Zur Saison 2022/23 rückte der Stürmer fest in den Kader der Zweitligaprofis. Sein Debüt gab er dann schließlich im September 2022, als er am neunten Spieltag jener Saison gegen den First Vienna FC in der 85. Minute für Benjamin Mulahalilović eingewechselt wurde.